# Man's Best Friend
Man's Best Friend es el séptimo álbum de estudio de la cantautora estadounidense Sabrina Carpenter. Su lanzamiento está previsto para el 29 de agosto de 2025 a través de Island Records. El primer sencillo del álbum, «Manchild», alcanzó el número uno en Irlanda, Reino Unido y Estados Unidos. La cantante produjo el tema junto a Jack Antonoff, quien también coprodujo su anterior álbum de estudio, Short n' Sweet (2024). La portada de «Man's Best Friend» generó controversia y una gran atención mediática; algunos la criticaron por apelar a la mirada masculina de una manera perjudicial para las mujeres, mientras que otros la vieron como una forma de desafiar las expectativas misoginas sobre el comportamiento sexual de las mujeres.

## Desarrollo

### Antecedentes
En 2024, Sabrina Carpenter logró un gran éxito comercial con su sexto álbum de estudio, Short n' Sweet, que obtuvo diversos logros, entre ellos convertirse en su primer número uno en la lista Billboard 200. El álbum también recibió múltiples nominaciones en los Premios Grammy de 2025, ganando el premio al Mejor álbum vocal pop; su sencillo principal, «Espresso», también ganó el premio a la Mejor interpretación pop solista.
El 11 de junio de 2025, menos de un año después del lanzamiento de «Short n' Sweet», Carpenter adelantó su próximo álbum en un directo de Instagram en el que se la veía «revolviendo entre una pila de discos de Donna Summer, ABBA y Dolly Parton, antes de quedarse con los suyos. Ese mismo día, se reveló que Man's Best Friend se lanzaría el 29 de agosto. 

## Portada
La portada del álbum muestra a Carpenter posando a cuatro patas con un minivestido negro y tacones, mientras una figura anónima, recortada del encuadre, le agarra un mechón de pelo. Otra imagen promocional muestra a un perro con el nombre del álbum escrito en su collar.  La portada generó controversia y fue criticada por algunos usuarios en las redes sociales. Algunas personas lo consideraron ofensivo y atractivo para la mirada masculina de una manera perjudicial para las mujeres.  Glasgow Women's Aid, una organización benéfica que brinda apoyo a las víctimas de abuso doméstico, lo calificó de «regresivo» y «complaciente con la mirada masculina y [promotor de] estereotipos misóginos» con «un elemento de violencia y control». Kuba Shand-Baptiste, de The i Paper, escribió: «En el mejor de los casos, la portada de Carpenter es un mal ejemplo de sátira. Es excitante para aquellos que creen que las mujeres son inferiores». Arwa Mahdawi, de The Guardian, dijo que la portada «[no] era sutil ni sexopositiva, sino simplemente porno soft que complacía la mirada masculina», y criticó el concepto de agarrar el pelo por insensible. 
Otros vieron la portada como una sátira, una forma de desafiar las «expectativas misóginas sobre las mujeres» e iniciar un debate sobre los deseos sexuales femeninos.  Adrian Horton, de The Guardian, opinó que Carpenter estaba «claramente siguiendo la tradición de Madonna de provocar sexualmente por el simple hecho de provocar, burlándose de los tópicos y la mojigatería de la gente con una franqueza seductora».  Dominique Sisley, de Dazed, escribió: «La idea de que una imagen tenga tanta influencia, en un Internet repleto de pornografía dura, donde los hombres ahora pueden crear libremente deepfakes o utilizar indicaciones de IA para crear todo un mundo de horrores, parece un poco delirante». Jessica Clark, de Mamamia, opinó que la portada y el título del álbum se complementaban para hacer una declaración sobre el uso despectivo de bitch en la cultura popular, y añadió: «No está reforzando la cosificación, sino más bien ridiculizándola [...] Es una gran broma y [ella] no es el remate, sino la persona que la cuenta». Helen Coffey, de The Independent, opinaba que los detractores de la portada «no saben absolutamente nada sobre Carpenter, su música o su marca». Emma Specter, de Vogue, calificó la controversia como el resultado de una «sociedad deprimentemente puritana».

## Promoción

### Sencillos y vídeos musicales
El sencillo principal de Man's Best Friend, «Manchild», se publicó el 5 de junio de 2025. Carpenter coescribió la canción con Amy Allen y Jack Antonoff, quienes ya habían trabajado juntos en Short n' Sweet. Producida por Carpenter y Antonoff, «Manchild» es una canción pop con influencias country que adopta un tono juguetón en la letra para criticar el comportamiento inmaduro de los hombres. El sencillo encabezó las listas de éxitos en Irlanda, el Reino Unido y los Estados Unidos. El videoclip de «Manchild» se estrenó el 6 de junio; inspirado en la edición acelerada de los tráilers de películas, muestra a Carpenter haciendo autostop por el oeste estadounidense con un «grupo heterogéneo de hombres» (algunos de los cuales utilizan medios de transporte extraños, como una moto acuática, un carrito de la compra acoplado a una motocicleta y un sillón reclinable motorizado) y se ve envuelta en situaciones extravagantes y peligrosas (como empuñar una escopeta, caerse por un acantilado y encontrarse con una orca). Carpenter interpretó «Manchild» por primera vez en el Festival Primavera Sound de 2025 el 6 de junio.

### Prensa
La revista Rolling Stone publicó el 12 de junio la portada y el artículo principal de su edición de julio-agosto de 2025, con Carpenter como protagonista. En él, Carpenter reveló que las sesiones de composición «lentas y constantes» del álbum comenzaron poco después de terminar Short n' Sweet, sin ninguna expectativa de crear el siguiente álbum. Cuando ya había suficiente material, reflexionar sobre los calendarios de lanzamiento constantes de sus ídolos (como Parton y Linda Ronstadt) consolidó su decisión de lanzar otro álbum al cabo de un año. Antonoff añadió que el contenido lírico del álbum trata en gran medida sobre «la decepción en las relaciones y todas las formas que esta adopta», y Carpenter comentó sobre la percepción pública de que su música trata principalmente sobre temas sexuales: «Dicen: "Lo único que hace es cantar sobre esto". Pero esas son las canciones que ustedes han popularizado. Está claro que ustedes aman el sexo. Están obsesionados con ello».

## Lista de canciones
La lista de canciones y los creditos fueron tomados de Apple Music. la duración de las canciones es tomada de Spotify.

| Man's Best Friend track listing |                                       |             |          |  |
| N.º                             | Título                                | Producer(s) | Duración |  |
| 1.                              | «Manchild»                            | Antonoff    | 3:33     |  |
| 2.                              | «Tears»                               |             | 2:40     |  |
| 3.                              | «My Man on Willpower»                 |             | 3:17     |  |
| 4.                              | «Sugar Talking»                       |             | 3:03     |  |
| 5.                              | «We Almost Broke Up Again Last Night» |             | 3:23     |  |
| 6.                              | «Nobody's Son»                        |             | 3:02     |  |
| 7.                              | «Never Getting Laid»                  |             | 3:28     |  |
| 8.                              | «When Did You Get Hot?»               |             | 2:25     |  |
| 9.                              | «Go Go Juice»                         |             | 3:13     |  |
| 10.                             | «Don't Worry I'll Make You Worry»     |             | 3:42     |  |
| 11.                             | «House Tour»                          |             | 2:47     |  |
| 12.                             | «Goodbye»                             |             | 3:45     |  |
| 38:18                           |                                       |             |          |  |

| Man's Best Friend LP special edition bonus track |                    |             |          |  |
| N.º                                              | Título             | Producer(s) | Duración |  |
| 13.                                              | «Such a Funny Way» |             |          |  |